# Christel Rotthaus
Christel Rotthaus é uma matemática estadunidense, conhecida por seu trabalho em álgebra comutativa, professora de matemática da Universidade Estadual de Michigan.

## Formação e carreira
Rotthaus obteve um doutorado em 1975 na Universidade de Münster, orientada por Hans-Joachim Nastold. Rotthaus é atualmente professora da Universidade Estadual de Michigan.

## Prêmios e honrarias
Em 2012 foi eleita fellow da American Mathematical Society.

## Publicações selecionadas
- Brodmann, M.; Rotthaus, Ch.; Sharp, R. Y. On annihilators and associated primes of local cohomology modules. J. Pure Appl. Algebra 153 (2000), no. 3, 197–227.
- Heinzer, William; Rotthaus, Christel; Sally, Judith D. Formal fibers and birational extensions. Nagoya Math. J. 131 (1993), 1–38.
- Rotthaus, Christel. On rings with low-dimensional formal fibres. J. Pure Appl. Algebra 71 (1991), no. 2–3, 287–296.
- Rotthaus, Christel; Şega, Liana M. Some properties of graded local cohomology modules. J. Algebra 283 (2005), no. 1, 232–247.
- Rotthaus, Christel. On the approximation property of excellent rings. Invent. Math. 88 (1987), no. 1, 39–63.